# Theodor Wilhelm Engelmann
Theodor Wilhelm Engelmann (Lipsia, 14 novembre 1843 – Berlino, 20 maggio 1909) è stato un botanico, fisiologo e docente tedesco.

## Biografia
Dopo aver frequentato scienze naturali e medicina in diverse università, nel 1861 si iscrisse all'Università di Jena, per continuare gli studi presso l'Università Ruprecht Karl di Heidelberg e all'Università Georg-August di Gottinga, per finire, nel 1867 all'Università di Lipsia. Nel frattempo pubblica diverse monografie sulla zoologia e sulla biologia.
Diventò famoso per i suoi esperimenti sulla fotosintesi. Dopo la morte della prima moglie Mariè in seguito al parto dei gemelli, si risposò con la pianista  Emma Vick (1853 -1940). Era un caro amico di Johannes Brahms, che, nel 1875, gli dedicherà il suo terzo Quartetto per archi in si bemolle maggiore, op. 67. e di Theodor Billroth. Fece molti esperimenti anche sulla contrazione muscolare, costruendo, per facilitare i suoi studi, un modello artificiale di fibra muscolare, con la quale elaborò nel 1895 la "legge della conservazione del periodo di stimolo fisiologico", coniando per primo il termine extrasistole, riferito sia quella atriale che a quella ventricolare, diversi anni prima della creazione dell'ECG. Creò due strumenti: il flimmermühle e il flimmeruhr, utili per la misurazione dei movimenti dei flagellati dei protozoi. Morì per un attacco di diabete nel 1909